# Oinville-Saint-Liphard

Oinville-Saint-Liphard este o comună în departamentul Eure-et-Loir, Franța. În 1 ianuarie 2022 avea o populație de 277 de locuitori.